# Piet de Jong (voetballer)
Piet de Jong (19 juni 1930 – Tilburg, 11 juni 2014) was een Nederlands voetballer. Als rechtsbuiten speelde hij 363 wedstrijden voor Willem II (1947–1961) waarin hij 216 doelpunten scoorde. Daarmee is hij clubtopscoorder aller tijden bij de Tilburgers.
De Jong werd zowel in 1951/52 als 1954/55 landskampioen met Willem II. De club benoemde hem later tot 'Lid van verdienste.' Voor zijn tijd bij de Tricolores, speelde De Jong bij de eveneens Tilburgse amateurclub Ons Vios.

## Verlate schaal
Van de achttien spelers uit het kampioensjaar '54/'55 (het eerste jaar van het betaald voetbal in Nederland) waren op dinsdag 24 januari 2006 twaalf mannen nog in leven, waaronder De Jong. Op die dag kregen zij van Henk Kesler en Jeu Sprengers namens de KNVB alsnog een kampioenschaal uitgereikt. In 1955 was het bij een oorkonde en een kleine beker ter herinnering gebleven.
Later werkte hij als schadecorrespondent bij Interpolis en als amateurtrainer.
Hij overleed in 2014 in verzorgingstehuis De Vleugel in Tilburg op 83-jarige leeftijd.

## Carrièrestatistieken
| Seizoen         | Club            | Land            | Competitie                   | Competitie | Competitie | Beker | Beker | Internationaal | Internationaal | Overig | Overig | Totaal | Totaal |
| Seizoen         | Club            | Land            | Competitie                   | Wed.       | Dlp.       | Wed.  | Dlp.  | Wed.           | Dlp.           | Wed.   | Dlp.   | Wed.   | Dlp.   |
| --------------- | --------------- | --------------- | ---------------------------- | ---------- | ---------- | ----- | ----- | -------------- | -------------- | ------ | ------ | ------ | ------ |
| 1954/55         | Willem II       | Nederland       | Eerste klasse C (Afgebroken) | 7          | 3          | –     | –     | –              | –              | 0      | 0      | 7      | 3      |
| 1954/55         | Willem II       | Nederland       | Eerste klasse B              | 26         | 24         | –     | –     | –              | –              | –      | 3      | –      | 27     |
| 1955/56         | Willem II       | Nederland       | Hoofdklasse B                | –          | 8          | –     | –     | –              | –              | 0      | 0      | –      | 8      |
| 1956/57         | Willem II       | Nederland       | Eredivisie                   | –          | –          | –     | 1     | –              | –              | 0      | 0      | –      | –      |
| 1957/58         | Willem II       | Nederland       | Eerste divisie A             | –          | 19         | –     | 0     | –              | –              | 0      | 0      | –      | 19     |
| 1958/59         | Willem II       | Nederland       | Eredivisie                   | –          | –          | –     | 0     | –              | –              | 0      | 0      | –      | –      |
| 1959/60         | Willem II       | Nederland       | Eredivisie                   | –          | –          | –     | –     | –              | –              | 0      | 0      | –      | –      |
| 1960/61         | Willem II       | Nederland       | Eredivisie                   | –          | –          | –     | 1     | –              | –              | 0      | 0      | –      | –      |
| Carrière totaal | Carrière totaal | Carrière totaal | Carrière totaal              | –          | –          | –     | 2     | 0              | 0              | –      | 3      | –      | –      |

## Erelijst
Willem II
| Nationaal      |    |                  |
| Landskampioen  | 2x | 1951/52, 1954/55 |
| Eerste divisie | 1x | 1956/57          |